# Aircrack-ng
Aircrack-ng – narzędzie sieciowe służące do detekcji, przechwytywania pakietów i analizy sieci Wi-Fi. Umożliwia łamanie zabezpieczeń WEP, WPA/WPA2-PSK. Do prawidłowego działania aplikacji potrzebna jest karta sieciowa obsługująca tryb monitor (RFMON).
Aircrack-ng dostępny jest na platformę Linux (posiada wsparcie techniczne) oraz Microsoft Windows (brak wsparcia technicznego).
W kwietniu 2007 roku grupa osób z Darmstadt University of Technology opracowała nową metodę ataku o nazwie PTW, która umożliwia pozyskanie klucza WEP z mniejszej liczby wektorów inicjujących, dzięki czemu czas potrzebny do przeprowadzenia ataku jest krótszy. Atak PTW jest dostępny w aircrack-ng od wersji 0.9.

## Pakiet aircrack-ng
Pakiet aircrack-ng zawiera:
| Nazwa          | Opis                                                                                                  |
| -------------- | --- |
| aircrack-ng    | Łamie Wired Equivalent Privacy metodą brute force i Wi-Fi Protected Access metodą ataku słownikowego. |
| airdecap-ng    | Służy do odszyfrowania ruchu sieciowego, zapisanego wcześniej w postaci pliku w formacie pcap         |
| airmon-ng      | Ustawia kartę w tryb monitora                                                                         |
| aireplay-ng    | Wstrzykiwacz pakietów                                                                                 |
| airodump-ng    | Sniffer przechwytuje pakiety krążące w sieci WLAN                                                     |
| airolib-ng     | Przechowuje i zarządza ESSID oraz hasłami                                                             |
| packetforge-ng | Tworzy zaszyfrowane pakiety do wstrzykiwania                                                          |
| airbase-ng     | Udaje AP                                                                                              |
| airdriver-ng   | Narzędzie do zarządzania sterownikami kart WiFi                                                       |
| easside-ng     | Narzędzie do komunikowania się z AP bez klucza WEP                                                    |
| tkiptun-ng     | Atak WPA/TKIP                                                                                         |
| wesside-ng     | Odzyskiwanie klucza WEP                                                                               |